# Nueva Bauhaus Europea
La Nueva Bauhaus Europea – en inglés, New European Bauhaus (NEB) – es un movimiento iniciado por la Comisión Europea, concretamente la Comisión Von der Leyen (2019-2024). 
Hace referencia a los principios fundamentales del movimiento histórico generado por el arquitecto alemán Walter Gropius en 1919: la Bauhaus.
La Nueva Bauhaus Europea fue introducida por primera vez en el discurso que Ursula von der Leyen pronunció sobre el estado de la Unión 2020 ante los diputados del Parlamento Europeo en Bruselas, el 16 de septiembre de 2020: «Deseo que la NextGenerationEU impulse una ola de renovación europea y que haga de nuestra Unión un líder de la economía circular. Pero no se trata simplemente de un proyecto medioambiental o económico: debe tratarse de un nuevo proyecto cultural para Europa. Cada movimiento tiene su propia imagen y su propia sensibilidad. Y debemos darle a nuestro cambio sistémico una estética distinta, a fin de conciliar estilo y sostenibilidad. Por eso vamos a crear una nueva Bauhaus europea, un espacio de co-creación en el cual arquitectos, artistas, estudiantes, ingenieros y diseñadores trabajarán juntos para lograr ese objetivo. Esta es la NextGenerationEU. De esta forma moldeamos el mundo en el que queremos vivir.».

## Las etapas
La Nueva Bauhaus Europea se articula en tres etapas: Diseño, Realización y Difusión.

### La etapa de Diseño
El objetivo de la primera fase, la del Diseño (2020-2021), consistió en ver dónde y cómo la Nueva Bauhaus Europea podía acelerar, concretar y materializar unas ideas creativas respecto a la cultura y la tecnología, dos conceptos especialmente conocidos en la arquitectura y el urbanismo: «conectarse a lo que ya existe».
Al lanzar una solicitud de propuestas, esta primera fase ha permitido constituir un marco abierto que permitía que cada contribución fuera recibida y que se generaran ideas y puntos de vista que pudieran ser compartidos con los demás.
En este sentido, se ha creado con pensadores reconocidos una «mesa redonda de alto nivel» (high-level roundtable) para que contribuyan a la iniciativa, incluyendo por ejemplo el arquitecto Shigeru Ban, la presidenta del Fondo Nacional de Innovación italiano Francesca Bria, la activista y académica Sheela Patel, etc.

### La etapa de Realización
La fase de Diseño dio lugar a la Comunicación de la Comisión Europea «La Nueva Bauhaus Europea: hermosa, sostenible, juntos», publicada el 15 de septiembre de 2021. Esta comunicación preparó el terreno para la fase de Realización (2021-2023+).
Uno de los puntos fundamentales de la Nueva Bauhaus Europea consiste en transcribir los retos del Pacto Verde Europeo, aprobado en 2020 e iniciado por la Comisión Europea, en una experiencia concreta y positiva en la cual todos los europeos puedan tomar parte y progresar juntos.
Haciendo referencia a los grandes principios del movimiento original de la Escuela de la Bauhaus, el enfoque de las iniciativas de la Nueva Bauhaus Europea tiene varios niveles, «de lo global a lo local, participativo y transdisciplinario». En este sentido, las visiones y experiencias de miles de ciudadanos, profesionales y organizaciones por toda la UE participan en el codiseño y las conversaciones abiertas, permitiendo que surjan temas clave.
Los tres valores imprescindibles en los que se funda este movimiento son la sostenibilidad (desde los objetivos climáticos hasta la circularidad, pasando por una contaminación cero y la biodiversidad), la estética (la calidad de la experiencia y el estilo, más allá de la funcionalidad) y la inclusión (desde la valoración de la diversidad hasta la garantía de la accesibilidad y la asequibilidad).
Los cuatro ejes temáticos que guiarán la implantación de aquellas iniciativas son la reconexión con la naturaleza, la recuperación del sentido de pertenencia, la priorización de los lugares y de la gente más necesitados, y a largo plazo la adopción de una reflexión sobre el ciclo de vida en el ecosistema industrial.
La Nueva Bauhaus Europea opta por fijarse en tres transformaciones claves relacionadas entre sí de los lugares sobre el terreno, del entorno que fomenta la innovación y de nuestras perspectivas y modos de pensar.

### La etapa de Difusión
Durante la última etapa (2023-2024+), la Nueva Bauhaus Europea se enfocará en la difusión de las ideas y conceptos escogidos hacia un público más amplio, no sólo en Europa sino también afuera. Se tratará de establecer una red y compartir conocimientos entre los especialistas sobre los mejores métodos, soluciones y prototipos disponibles. La iniciativa aspira a ayudar a todos los innovadores a reproducir sus experiencias en ciudades, zonas rurales y localidades, y a animar a una nueva generación de arquitectos y diseñadores. Su objetivo es promover la emergencia de mercados líderes para nuevas formas de vivir en edificios en armonía con el entorno natural y el clima. 

## El premio Nueva Bauhaus Europea
La Comisión Europea ha creado en la primavera de 2021 un premio específico Nueva Bauhaus Europea que recompensa ejemplos inspiradores de logros en el seno del movimiento. Para la primera edición del premio, los comisarios europeos Ferreira y Gabriel entregaron los premios a los ganadores en una ceremonia celebrada en Bruselas el 16 de septiembre de 2021.
En 2022 se celebrará una segunda edición del premio Nueva Bauhaus Europea.[actualizar]

## El NEB Lab
El Laboratorio NEB se establecerá para trabajar con la creciente comunidad de la Nueva Bauhaus Europea para «co-crear, modelar y probar las herramientas, soluciones y acciones políticas que facilitarán la transformación en el terreno».

## El New European Bauhaus Festival
Un festival de la Nueva Bauhaus Europea ha sido establecido para dotar de mayor visibilidad a los creadores comprometidos y al movimiento, para compartir los progresos y resultados, para permitir la creación de redes y fomentar el compromiso de los ciudadanos. Su primera edición tendrá lugar del 9 al 12 de junio de 2022 en Bruselas. A partir de esta experiencia, la Comisión desarrollará un concepto para un evento anual, que idealmente incluirá lugares dentro y fuera de la UE a partir de 2023. 